# Val Chisone
La Val Chisone (Val Ciuson in piemontese, Val Cluson in occitano) è una valle Alpina situata nella Città metropolitana di Torino (Piemonte) e che si incunea nelle Alpi Cozie.
Confina ad ovest con la Val di Susa, a nord con la val di Susa e la val Sangone, a sud con la Val Pellice e ad est si apre sulla pianura padana. La diramazione principale della valle è la valle Germanasca. Fa parte delle valli occitane e della Unione Montana dei Comuni Valli Chisone e Germanasca, che è succeduta alla Comunità Montana Valli Chisone e Germanasca (attiva fino al 2009) e alla Comunità montana del Pinerolese (attiva dal 2010 al 2012).

## Toponimo
Il nome val Chisone deriva dal latino Clausum che significa chiuso. Venne poi chiamata nei seguenti modi: Vallis Clusii, poi Clausonia, Cluxinis, Cluson e fino ad arrivare a val Chisone.

## Geografia fisica
La Val Chisone inizia a Pinerolo e termina a Sestriere, attraversando nell'ordine principalmente gli abitati di San Secondo di Pinerolo, Porte, San Germano Chisone, Villar Perosa, Inverso Pinasca, Pinasca, Perosa Argentina, Roure, Fenestrelle, Usseaux e Pragelato.
Partendo da Pinerolo la valle dapprima è orientata in direzione nord-ovest, in seguito dopo l'abitato di Usseaux si orienta in direzione sud-ovest fino ad arrivare al colle del Sestriere, colle che la mette in comunicazione con la val di Susa.
La val Chisone dà anche il nome al torrente principale che ne drena le acque: il Chisone, che la percorre in tutta la sua lunghezza.

### Orografia

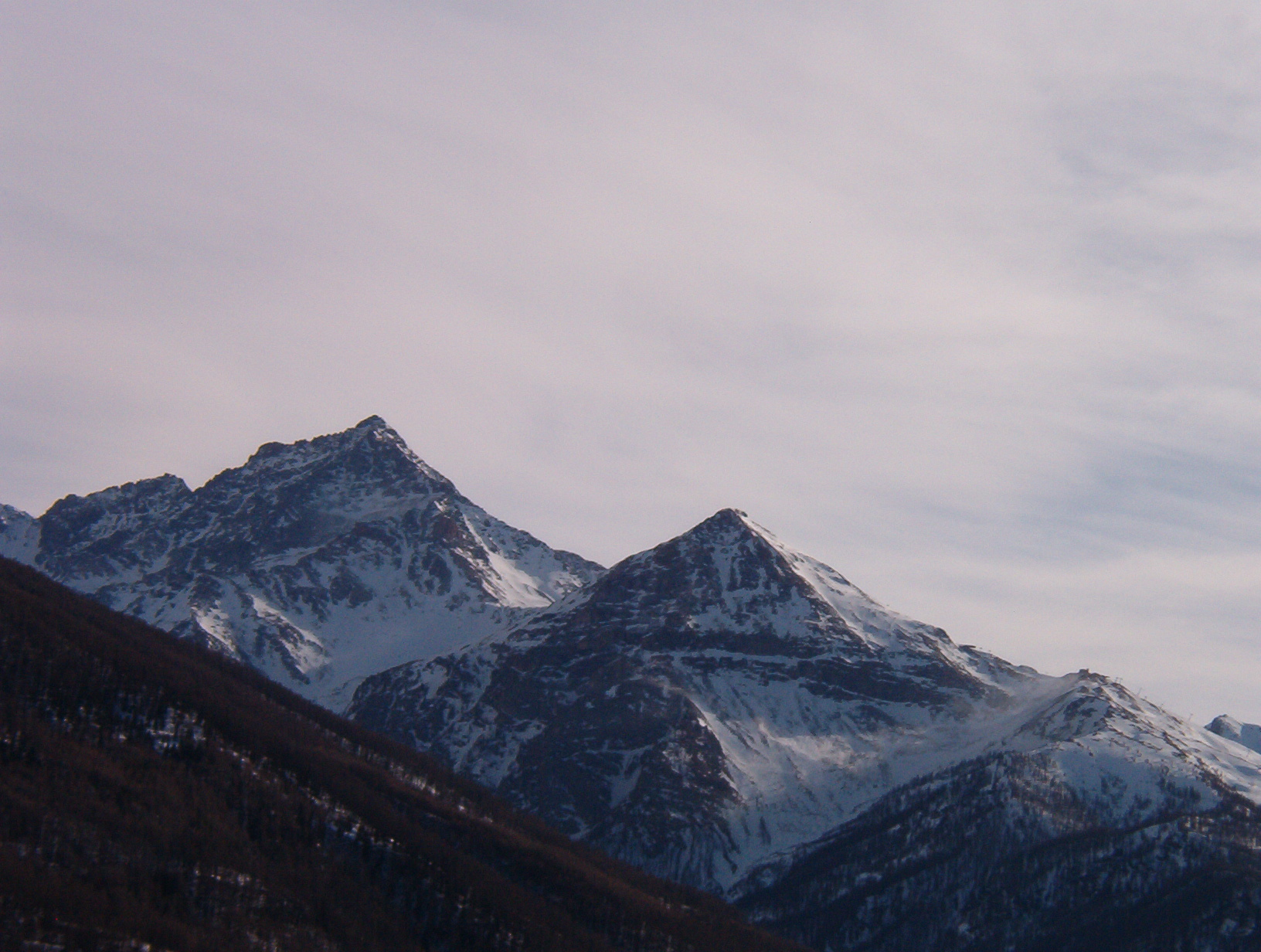
La Punta Rognosa di Sestriere.

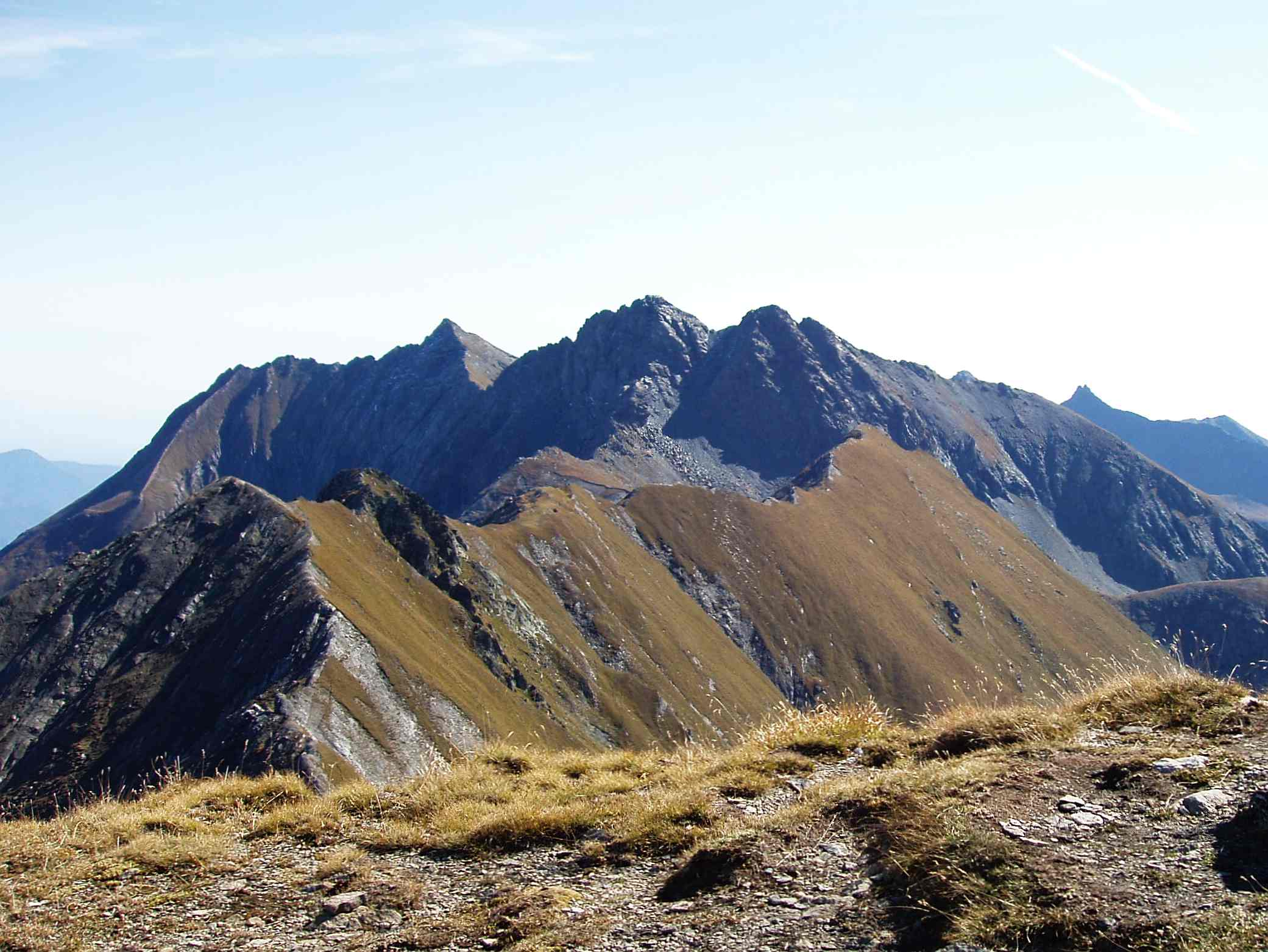
Monte Orsiera

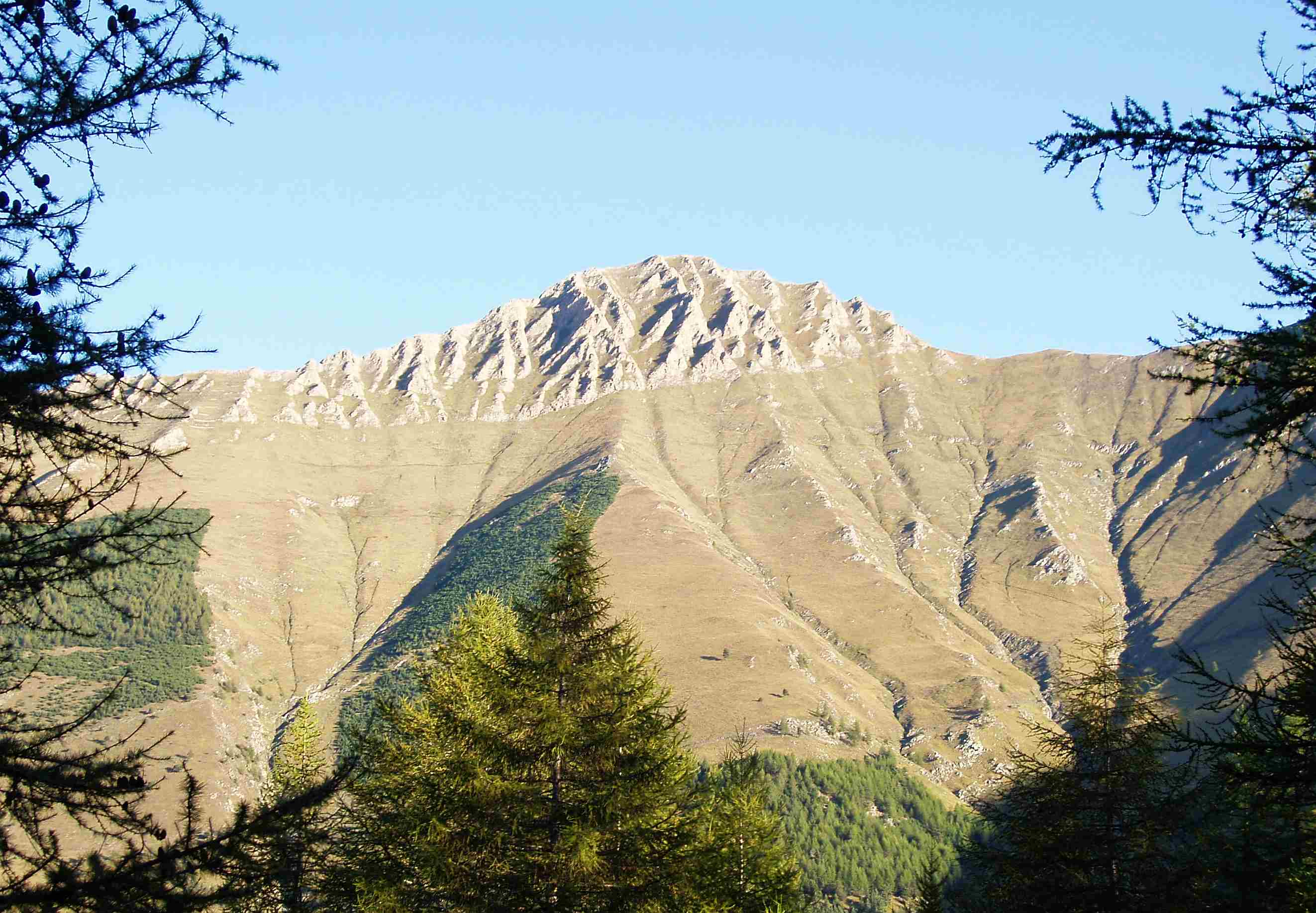
Monte Pelvo

I monti principali che contornano la valle sono:
- Punta Rognosa di Sestriere - 3.280 m - tra la Val Troncea e la Valle Argentera
- Monte Albergian - 3.043 m - lungo lo spartiacque con il Vallone di Massello (laterale della Val Germanasca)
- Bric Ghinivert - 3.037 m - tra la Val Troncea e la Val Germanasca
- Monte Barifreddo - 3.028 m - tra la Val Troncea, la Val Germanasca e la Valle Argentera
- Monte Politri - 3.026 m - tra Val Chisone e Val Germanasca
- Fea Nera - 2.946 m - tra Val Chisone e Val Germanasca
- Monte Orsiera - 2.878 m - lungo lo spartiacque con la Val di Susa
- Cima Ciantiplagna - 2.849 m - lungo lo spartiacque con la Val di Susa
- Becco dell'Aquila - 2.809 m - lungo lo spartiacque con il Vallone di Massello (laterale della Val Germanasca)
- Punta Cristalliera - 2.801 m - lungo lo spartiacque con la Val di Susa
- Monte Pelvo - 2.773 m - lungo lo spartiacque con la Val di Susa
- Monte Français Pelouxe - 2.772 m - lungo lo spartiacque con la Val di Susa
- Cima delle Vallette - 2.743 m - lungo lo spartiacque con la Val di Susa
- Monte Ciabertas - 2.742 m - lungo la cresta nordest del monte Albergian
- Monte Fraiteve - 2.701 m - lungo lo spartiacque con la Val di Susa
- Monte Blegier - 2.585 m - lungo lo spartiacque con la Val di Susa
- Testa dell'Assietta - 2.566 m - lungo lo spartiacque con la Val di Susa
- Monte Pintas - 2.546  m - lungo lo spartiacque con la Val di Susa
- Monte Genevris - 2.536 m - lungo lo spartiacque con la Val di Susa
- Monte Pitre de l'Aigle - 2.529  m
- Grand Truc - 2.366 m - lungo lo spartiacque con la Val Germanasca
- Punta dell'Aquila - 2.119 m - lungo lo spartiacque con la Val Sangone
- Monte Malvicino - 1.536  m - in bassa valle.

### Valichi

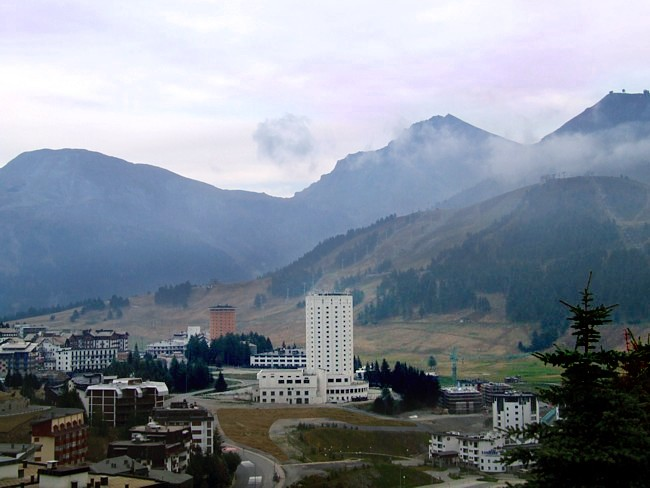
Colle del Sestriere

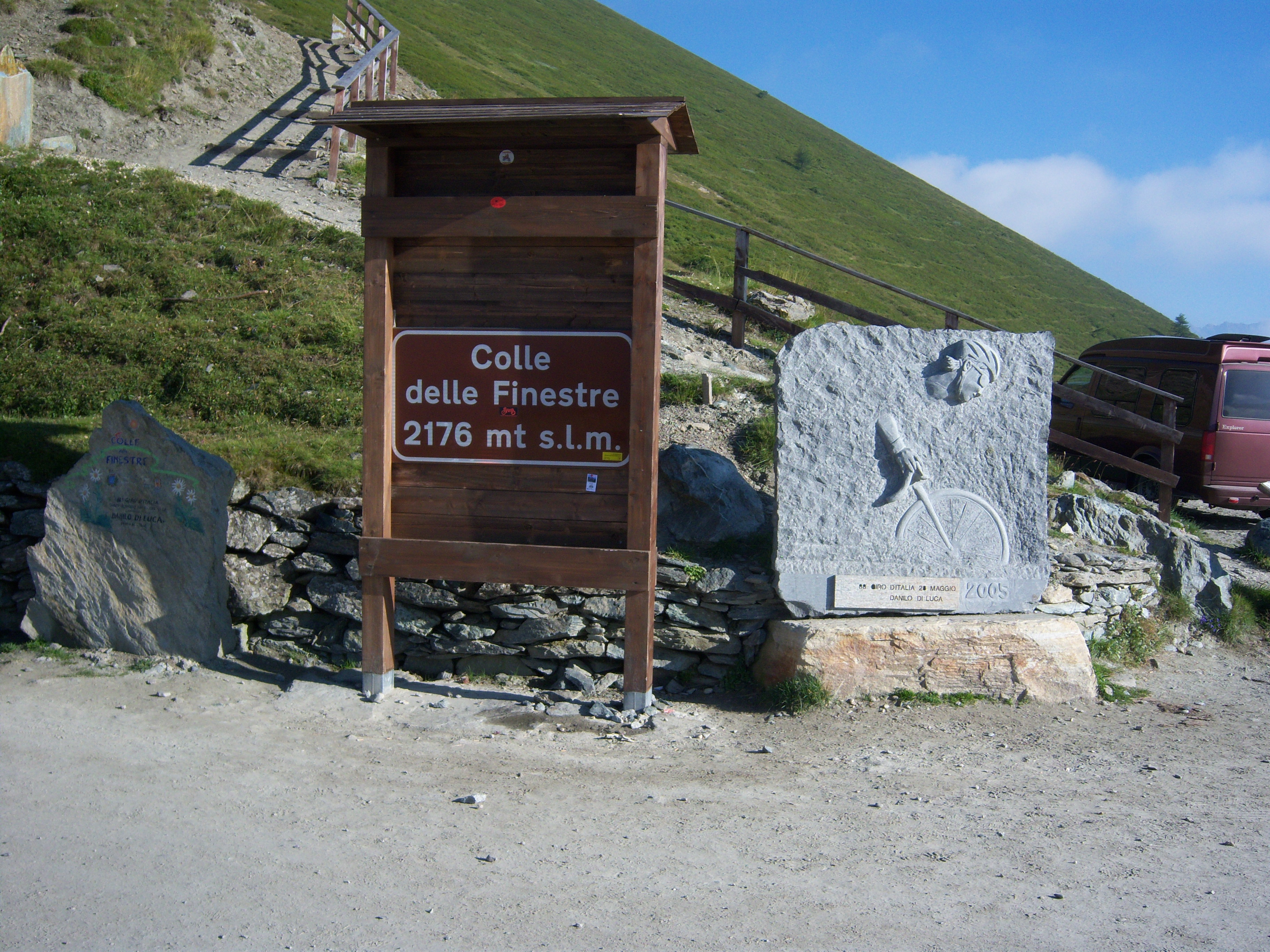
Il Colle delle Finestre

La valle non ha molti valichi alpini che la colleghino con le valli vicine. L'unico valico di particolare importanza è il Colle del Sestriere, che la collega con la Val di Susa e con la Francia; esso si trova al termine della valle ed è percorso dalla Strada statale 23 del Colle di Sestriere. Di interesse è anche il Colle delle Finestre, che la collega con la media Val di Susa e la cui importanza è legata al ciclismo, alla storia locale e a quella militare a livello europeo.
Un elenco dei valichi può essere il seguente:
- Colle del Lauson - 2.497 m - verso la val di Susa
- Colle dell'Assietta - 2.472 m - verso la val di Susa
- Colle Basset - 2.424 m - verso la val di Susa
- Colle Blegier - 2.381 m - verso la val di Susa
- Colle di Costa Piana - 2.313 m - verso la val di Susa
- Colle Bourget - 2.299 m - verso la val di Susa
- Colle delle Finestre - 2.178 m - verso la val di Susa
- Colle del Sestriere - 2.035 m - verso la val di Susa
- Colle dell'Orsiera - 2.595 m. - verso la val di Susa
- Colle Gavia - 2.774 m - verso la val di Susa
- Colle del Sabbione - 2.569 m - verso la val di Susa
- Colle di Malanotte - 2.587 m - verso la val di Susa
- Colle di Prà Reale - 2.529 m - verso la val di Susa
- Colle della Roussa - 2.019 m - verso la Val Sangone
- Colle della Vaccera - 1.461 m - verso la val Pellice
- Colle di Pra Martino - 912 m - verso la val Lemina

### Valli secondarie

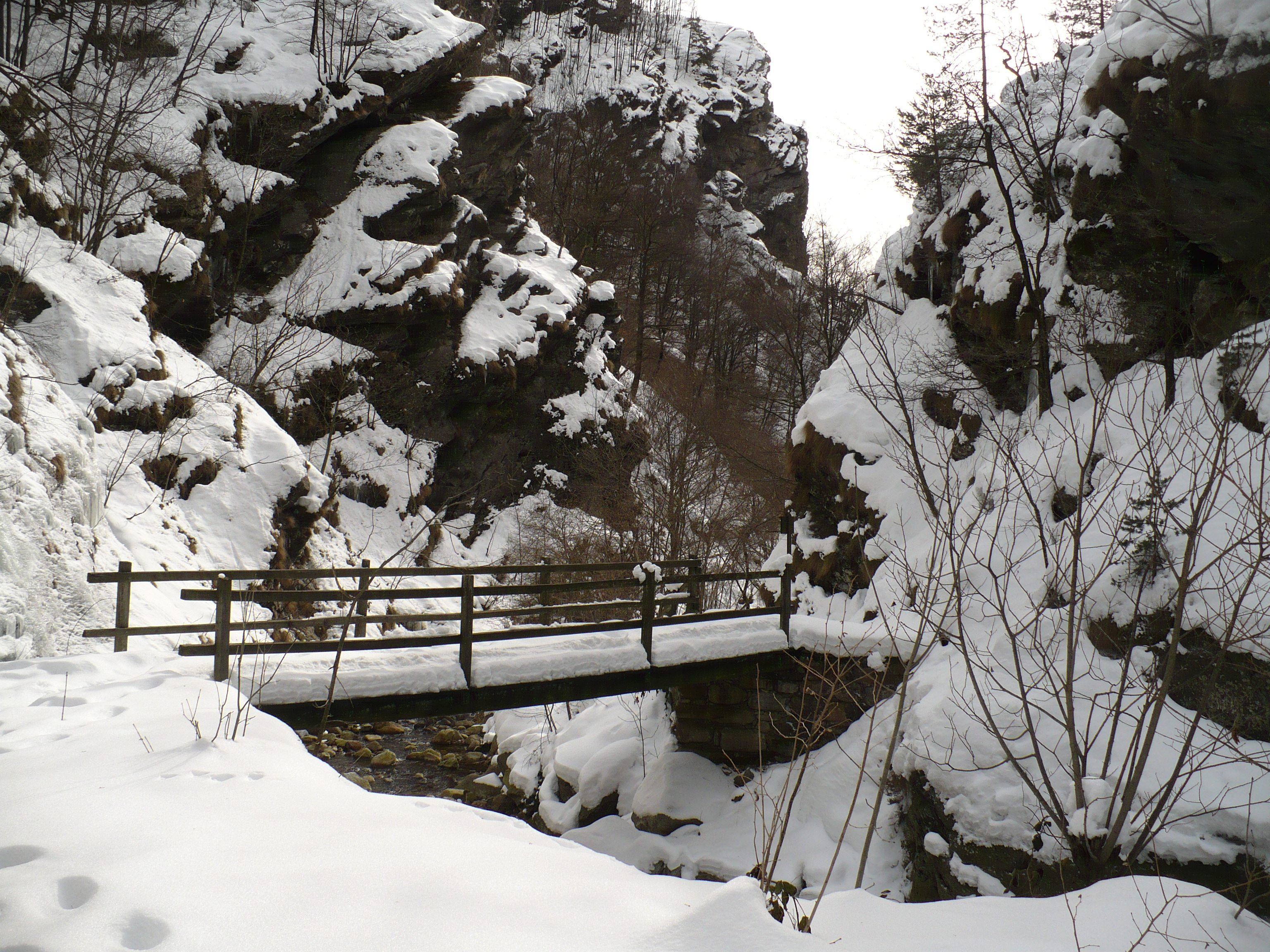
Vallone del Grandubbione

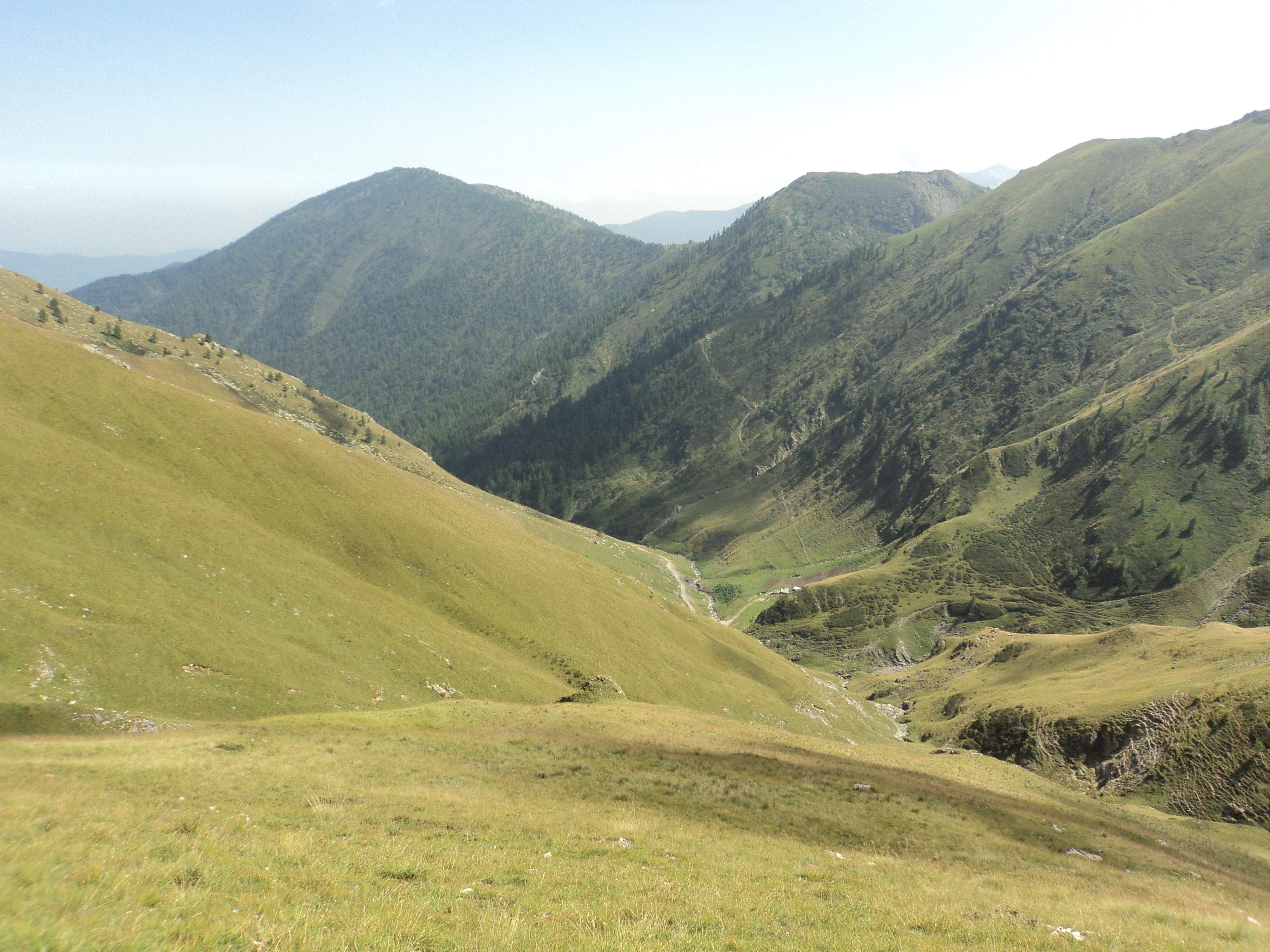
Vallone di Bourcet

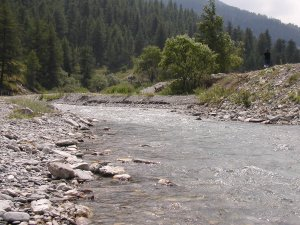
Il torrente Chisone nei pressi di Pragelato.

La valle all'altezza di Perosa Argentina incontra la sua valle laterale più importante: la valle Germanasca, la quale si va ad inserire tra la val Pellice e la val Chisone stessa.
Sopra l'abitato di Pragelato si inserisce sulla destra orografica la Val Troncea. È discutibile se la Val Troncea debba essere considerata una valle laterale, in quanto il torrente Chisone prende la sua sorgente proprio in questa valle. La val Troncea è zona protetta essendo totalmente inserita nel Parco naturale della Val Troncea.
Salendo la Val Chisone si incontrano altre vallate laterali di una certa importanza:
- Vallone del Risagliardo - vallone in destra orografica che inizia a San Germano Chisone e sale al Colle della Vaccera; viene anche detto Vallone di Pramollo dal comune Pramollo che ne costituisce l'abitato principale;
- Vallone del Grandubbione - vallone in sinistra orografica che inizia a Dubbione e sale fino alla Punta dell'Aquila; prende il nome dalla frazione Grandubbione di Pinasca, la quale ne costituisce l'abitato principale;
- Vallone di Garnier, interamente boscoso, si trova in territorio di Roure, poco a valle dell'imbocco del vallone di Bourcet, e risale fino alla Punta Muret;
- Vallone di Bourcet - vallone in destra orografica che inizia a Roreto, frazione di Roure e sale fino al Becco dell'Aquila (2.809 m); prende il nome dalla frazione Bourcet di Roure, la quale ne costituisce l'abitato principale;
- Vallone di Villaretto - vallone in sinistra orografica che inizia a Villaretto, frazione di Roure e che sale fino al Monte Orsiera (2.890 m);
- Vallone di Rouen - vallone in sinistra idrografica interamente compreso nei confini del parco naturale dell'Orsiera-Rocciavrè e che culmina con il monte Rocciavré;
- Vallone di Cristove o Crestove - ripido vallone boscoso in destra idrografica che parte dall'abitato di Fenestrelle nei pressi del Forte Mutin e si addentra ad ovest del Becco dell'Aquila fino a congiungersi col ben più lungo vallone dell'Albergian;
- Vallone di Cerogne - vallone in sinistra idrografica che parte dalla borgata di Pourrieres a Usseaux e porta su fino al colle dell'Assietta;
- Vallone dell'Albergian - lungo e ampio vallone in destra orografica che inizia a Laux (1.360 m), frazione di Usseaux, e che sale fino all'omonimo colle (2.713 m), tra la Fea Nera e il Monte Albergian (3.041 m).

### Idrografia
- Torrente Chisone

## Geografia antropica

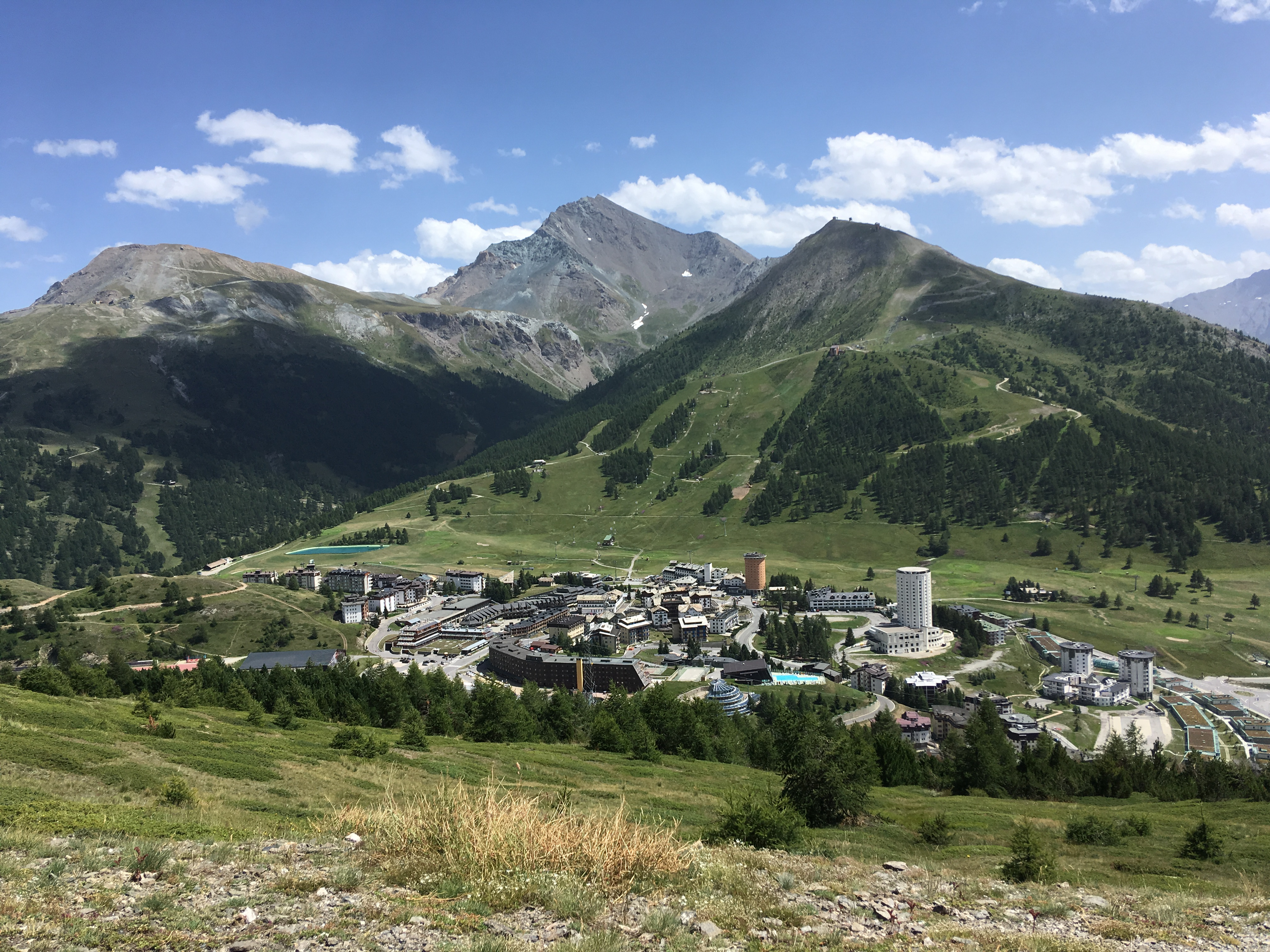
Sestriere

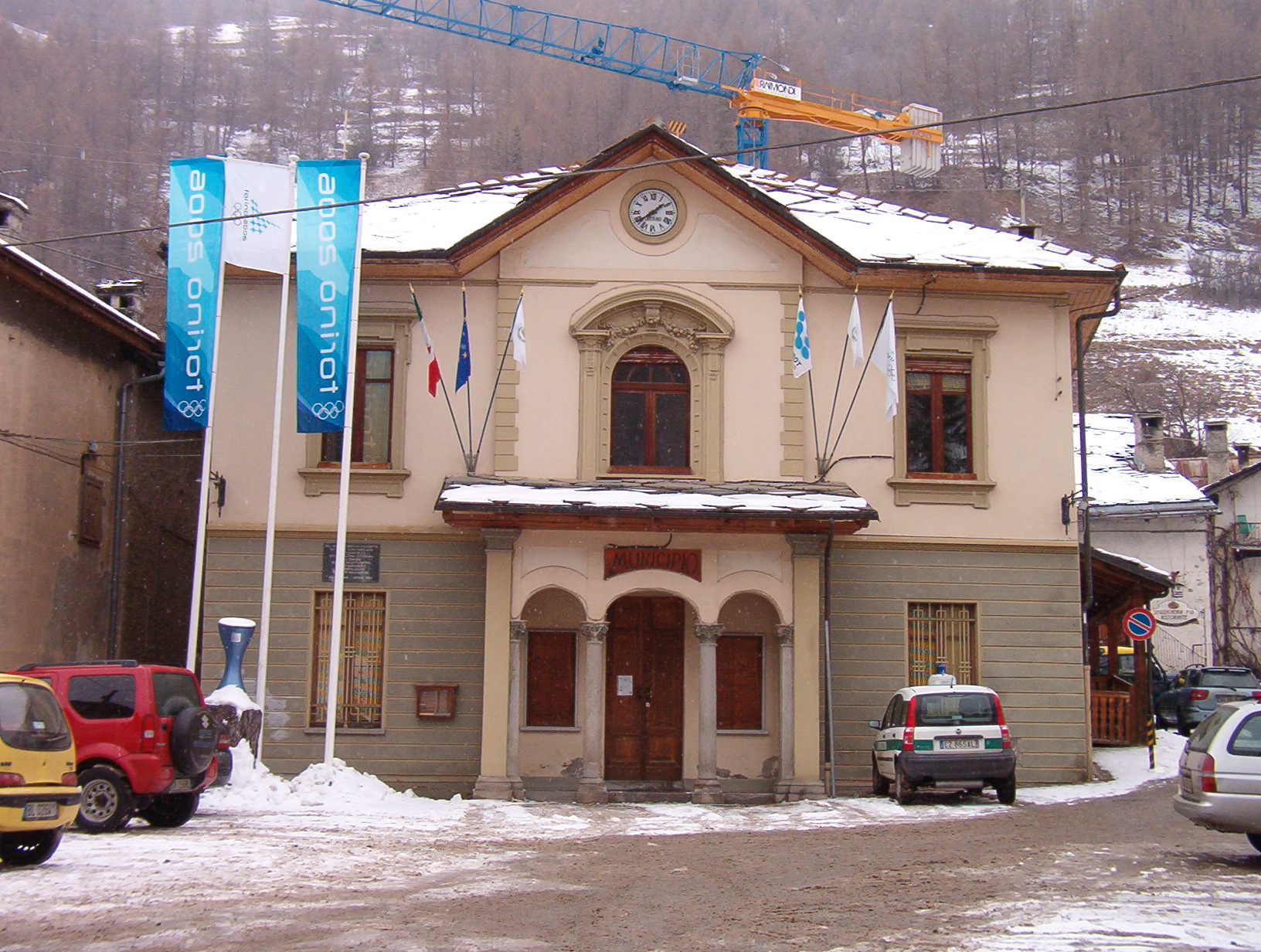
Pragelato

I centri abitati della val Chisone sono soprattutto collocati in sinistra orografica. Infatti, siccome la valle sale da est verso ovest, il versante sinistro della valle è esposto a sud ed è particolarmente favorevole per le coltivazioni e per gli insediamenti umani.
I comuni della val Chisone sono (da monte verso valle):
- Sestriere - sul colle del Sestriere, valico che collega la val Chisone con la Val di Susa; non viene comunemente considerato appartenente alla val Chisone[2]
- Pragelato - in alta valle; è un comune sparso, il capoluogo è collocato in sinistra orografica
- Usseaux - nella media valle; il capoluogo si trova in sinistra orografica mentre sul versante opposto è collocata, presso l'omonimo lago, la frazione Laux.
- Fenestrelle - in media valle; il capoluogo è collocato in sinistra orografica
- Roure - in media valle; è un comune sparso, il capoluogo collocato in sinistra orografica
- Perosa Argentina - in bassa valle; il capoluogo si trova sinistra orografica
- Pomaretto - in bassa valle; l'abitato si trova in destra orografica e dove si dirama la Val Germanasca
- Pinasca - in bassa valle; l'abitato si trova in sinistra orografica
- Inverso Pinasca - nella bassa valle; il comune si trova in destra orografica e sul versante esposto a nord
- Villar Perosa - nella bassa valle; il comune si trova in sinistra orografica
- San Germano Chisone - nella bassa valle; il comune si trova in destra orografica
- Pramollo - nel Vallone del Risagliardo, vallone laterale che si apre a San Germano Chisone
- Porte - all'imbocco della valle; l'abitato si trova in sinistra orografica
- Prarostino - il capoluogo è collocato nella valletta del Chiamogna, ma una parte del territorio comunale si spinge nella bassa valle fino quasi alle sponde del Chisone, in destra orografica

## Viabilità
Da Pinerolo fino a Perosa Argentina il fondo valle è percorso da due vie di comunicazione principali, una su ciascun lato della valle.
Sul lato sinistro la SP 23 del Colle di Sestriere (ex SS 23) e sul lato destro la SP 166 della Val Chisone (chiamata dai locali la strada dell’inverso).
A seguito delle modifiche apportate in occasione delle olimpiadi invernali del 2006, al tracciato della SP 23 sono stati aggiunti alcuni tratti di variante che si sviluppano su entrambi i lati del torrente Chisone, allo scopo di aggirare i centri abitati, in alcuni casi sovrapponendosi con la SP 166.
Da Perosa Argentina la SP 23 prosegue fino al Colle del Sestriere lungo il fondovalle mantenendosi sempre sul lato sinistro della valle.
Da Perosa Argentina si diparte anche la SP 169 della Val Germanasca che sale fino Prali.
Da queste arterie di fondo valle si diramano le varie strade che risalgono le pendici fino ai vari centri abitati ubicati più in quota, alcune di queste sono annoverate fra le strade provinciali.
Nell’alta valle vi sono poi due strade provinciali di origine militare:
- la SP 172 del Colle delle Finestre che si stacca dalla SP 23 presso Depot nel Comune di Fenestrelle, sale fino a Pra Catinat e di qui prosegue in quota fino Pian dell’Alpe nel Comune di Usseaux, quindi sale a Colle delle Finestre che mette in comunicazione con la Val di Susa (asfaltata solo per il tratto iniziale fino a Pra Catinat e da Pian dell’Alpe al Colle).
- la SP 173 del Colle dell'Assietta, che si diparte dalla precedente a Pian dell’Alpe e che dopo aver raggiunto il colle prosegue fino a Sestrieres seguendo le creste dello spartiacque con la Val di Susa. La strada non è asfaltata.

Entrambe sono percorribili soltanto nei mesi estivi.

## Storia

### Preistoria
La presenza dell’uomo preistorico in Val Chisone è documentata dai rinvenimenti archeologici in alcuni siti, oggetto di scavi e studi condotti dal CeSMAP, sotto l'egida della Soprintendenza Archeologica per il Piemonte, nel periodo 1981-1983.
Il sito più antico è quello di Balm’Chanto, a 1.400 m sul versante a monte di Villaretto nel comune di Roure.
Come indicato dal nome balm si tratta di un riparo sotto una roccia sporgente, alla base di una ripida parete rocciosa alta oltre 50 m. 
Il deposito archeologico si trova non solo al riparato da un frontone aggettante di circa 7 m dalla base della parete, ma è incassato in usa sorta di trincea presente alla base della parete stessa, allungata in direzione N-S per circa 14 m ed avente una larghezza massima utilizzabile di oltre 4 m.
Il complesso dei materiali venuti alla luce nel corso degli scavi comprende più di 3000 reperti in ceramica e centinaia di utensili di selce scheggiata e pietra verde levigata (grattatoi, asce, accette, scalpelli e punte di freccia), ossa e corno.
Sono inoltre stati trovate tracce di focolari e ritrovamenti di chicchi carbonizzati di orzo e frumento.
Veniva evidentemente utilizzato nella bella stagione per attività di pastorizia e di caccia e doveva servire anche come punto d'appoggio per lo sfruttamento delle fasce montane superiori.
L'attività prevalentemente documentata è quella pastorale, attestata dai resti faunistici caprovini; i resti di fauna selvatica testimoniano l'importanza ancora notevole della caccia. Per quanto riguarda l'attività pastorale è probabile che si trattasse di una transumanza estiva su scala ridotta, fra valle versante e pascoli elevati.
L'agricoltura, provata dal ritrovamento di chicchi carbonizzati di orzo e frumento, non doveva peraltro essere praticata in situ.
Il riparo di Balm' Chanto risulta frequentato in tre epoche ben distinte.I più antichi reperti rinvenuti di attività venatorie testimoniano la frequentazione umana sin dal finire dell’ultimo periodo glaciale (Epigravettiano finale 12.000 a.C.), ma il periodo di più intensa frequentazione preistorica è collocabile nell'Eneolitico o Età del Rame (2.100 a.C. secondo i dati della datazione al radiocarbonio C14). A questo periodo risalgono i ritrovamenti di chicchi carbonizzati di orzo e frumento che ne fanno il più antico insediamento alpino con tracce di agricoltura in Piemonte.Infine si ebbe una veloce rioccupazione del riparo in epoca protostorica, desumibile sulla base dei reperti ceramici oltre che dei pochi manufatti in bronzo ed in pasta vitrea.
Un sito più recente è l'insediamento preistorico di Roc del Col, che occupa la sommità del rilievo roccioso a quota 2.083 m posto sulla cresta spartiacque sud-ovest del vallone glaciale di Cerögne, che da Pourrieres sale al Colle dell’Assietta.
Gli scavi hanno messo in luce un insediamento stagionale di pastori-agricoltori della Media Età del Bronzo (1.500 a.C.), che avevano conquistato gli alti versanti alpini.
Tra i reperti rinvenuti sono degne di nota alcune forme vascolari, come le olle alle quali era applicato a ditate un cordone, le ciotole globose con ansa a nastro impostata sull'orlo, le tazze carenate ad orlo estroflesso.
Tra gli altri materiali si annoverano: asce levigate in pietra verde, uno scalpello, anch'esso in pietra verde, una fusaiola litica piatta, con foro cilindrico e decorata da linee raggiate sulle due facce.
Infine sono state rinvenute numerose macine in pietra e migliaia di semi di cereali carbonizzati, conservati in un largo pozzetto all'estremità occidentale dello scavo.
I ritrovamenti spingono quindi a ritenere che Roc del Col fosse frequentato stagionalmente da pastori preistorici, che utilizzavano gli alti pascoli, pur mantenendo contatto con i maggiori centri di fondovalle, ove era sviluppata la cerealicoltura.

In epoca preistorica la valle fu abitata da tribù di origine ligure.
Nel corso dell'età imperiale fu sotto il dominio del regno dei Cozii e poi fece parte della provincia romana delle Alpi Cozie.
Dopo le razzie e le distruzioni da parte dei Saraceni nel X secolo, il territorio passerà nel 1064 all'abbazia di Santa Maria di San Verano (oggi Abbadia Alpina) di Pinerolo, fondata dalla marchesa Adelaide di Susa e dai monaci benedettini della Sacra di San Michele dove un tempo sorgeva l'antica pieve intitolata a San Verano.

### Istituzioni

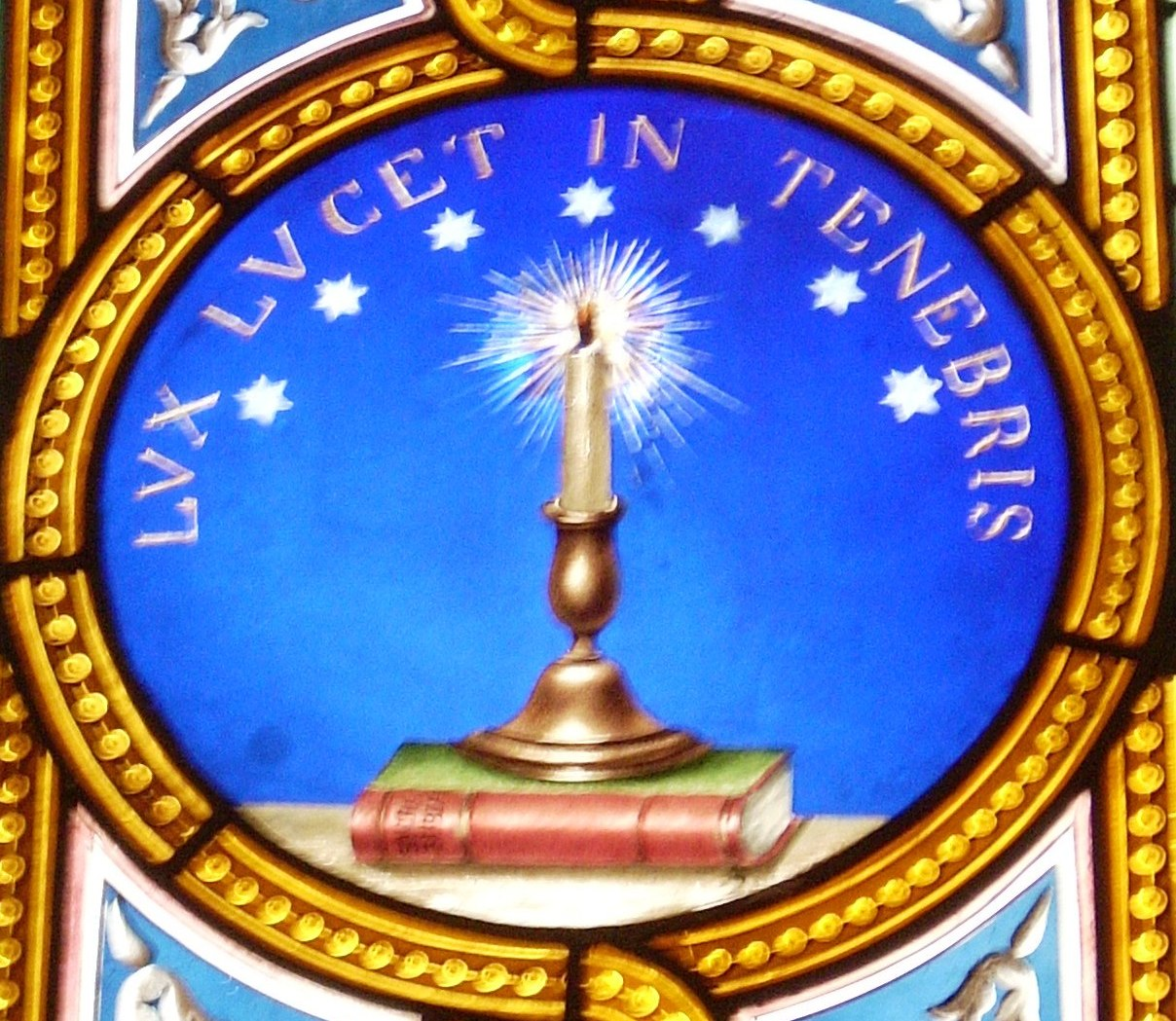
Stemma della Chiesa evangelica valdese

Tra medioevo ed età moderna la val Chisone fu divisa dal confine tra il Ducato di Savoia e il Regno di Francia: l'alta valle (val Pragelato) apparteneva al Delfinato francese, mentre la bassa valle (val Perosa) era dominio dei duchi di Savoia. Territorio di confine, la val Chisone fu più volte teatro di rimaneggiamenti della frontiera: in età moderna la riva destra della val Perosa fu ceduta a Luigi XIII con il trattato di Cherasco (1631), per tornare quindi sotto il dominio sabaudo con la pace di Torino (1696).
Da un punto di vista amministrativo, fino alla prima metà del XVII secolo la bassa valle (val Perosa) fu retta da un consiglio di valle che radunava sindaci e consoli delle sei comunità che la componevano (Perosa, Pinasca, Villar, S. Germano, Pramollo, Porte). L'organizzazione in consigli di valle permise per un certo tempo di negoziare con la corte di Torino alcune prerogative e franchigie, come quella che permetteva alle comunità di presentare una rosa di tre nomi all'interno della quale il duca di Savoia avrebbe scelto il suo governatore militare.
Una struttura politica simile era quella dell'alta valle (val Pragelato), che fino al trattato di Utrecht (1713) fece parte della Repubblica degli Escartons. Pragelato era uno dei cinque cantoni e raggruppava il territorio dal Sestriere e fino alla frazione Meano di Perosa Argentina. Gli Escartons erano unità amministrative che godevano del privilegio di poter gestire in maniera autonoma il riparto dei tributi ("faire l'escarte" significava fare la suddivisione dei carichi fiscali). Nei secoli nella valle si insediò un'importante comunità valdese. Per questo oggi è una delle tre Valli Valdesi.

## Luoghi di interesse

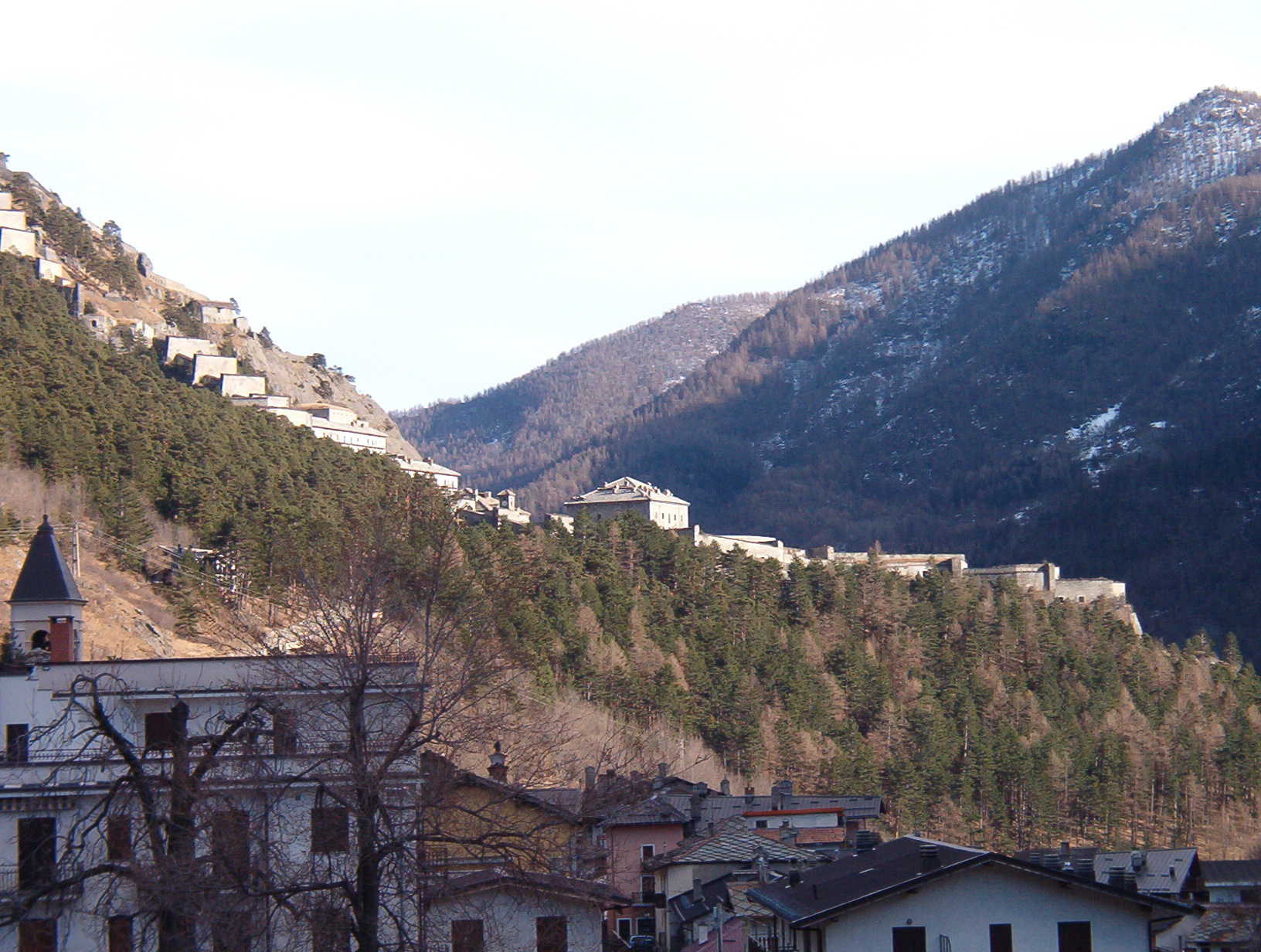
Parte del forte di Fenestrelle. In primo piano il paese di Fenestrelle.

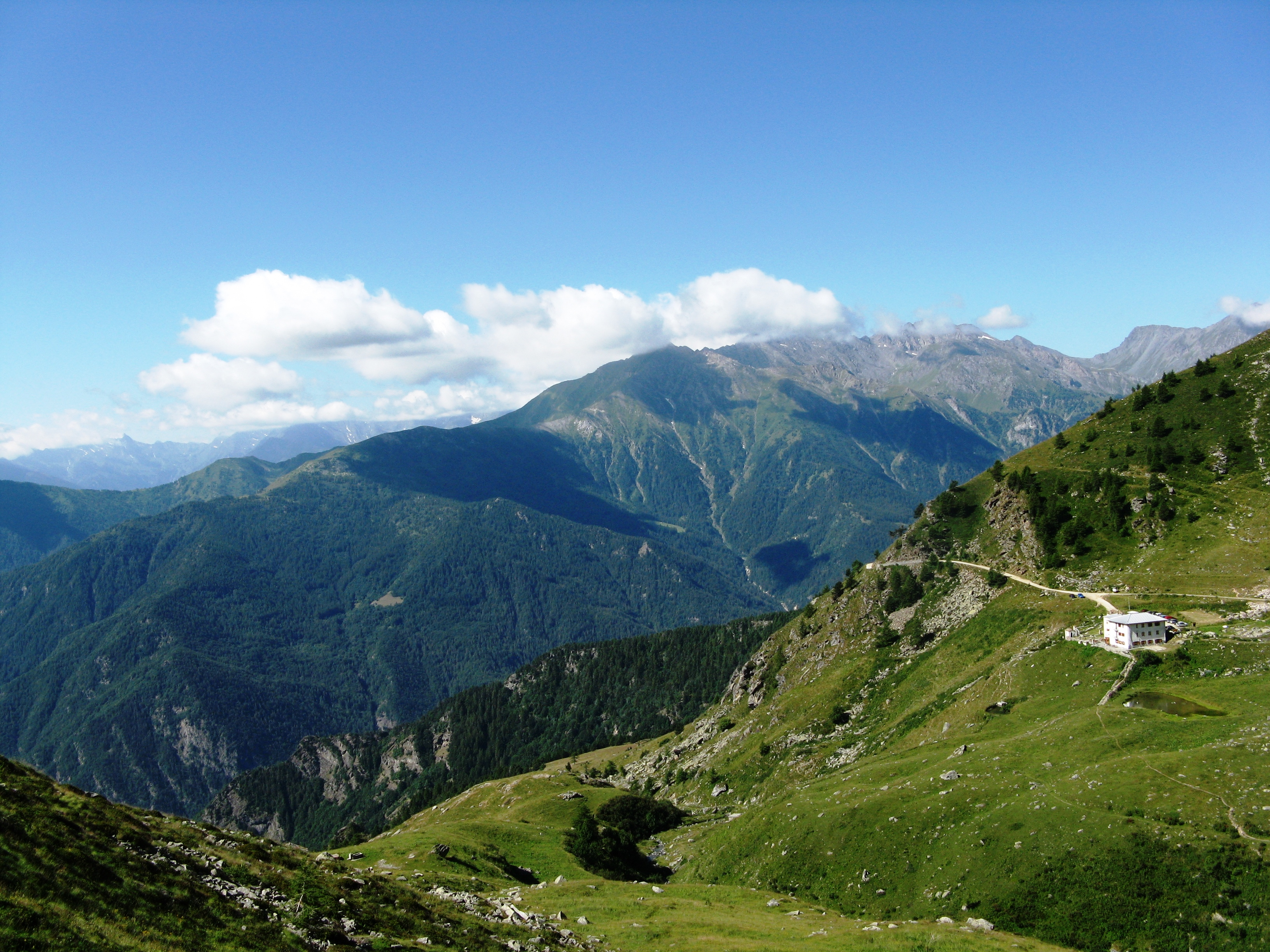
parco naturale Orsiera-Rocciavrè

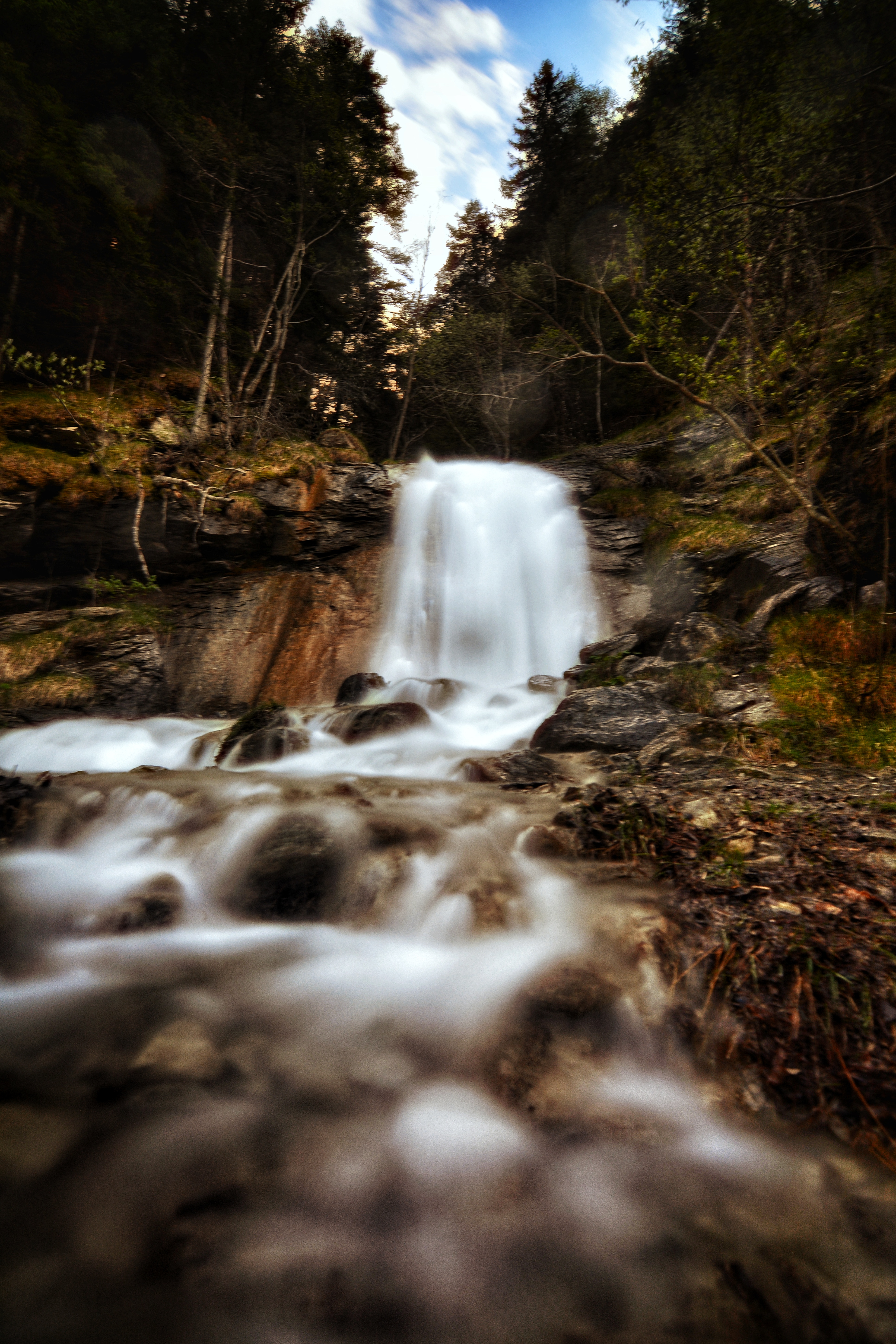
Parco naturale del Gran Bosco di Salbertrand

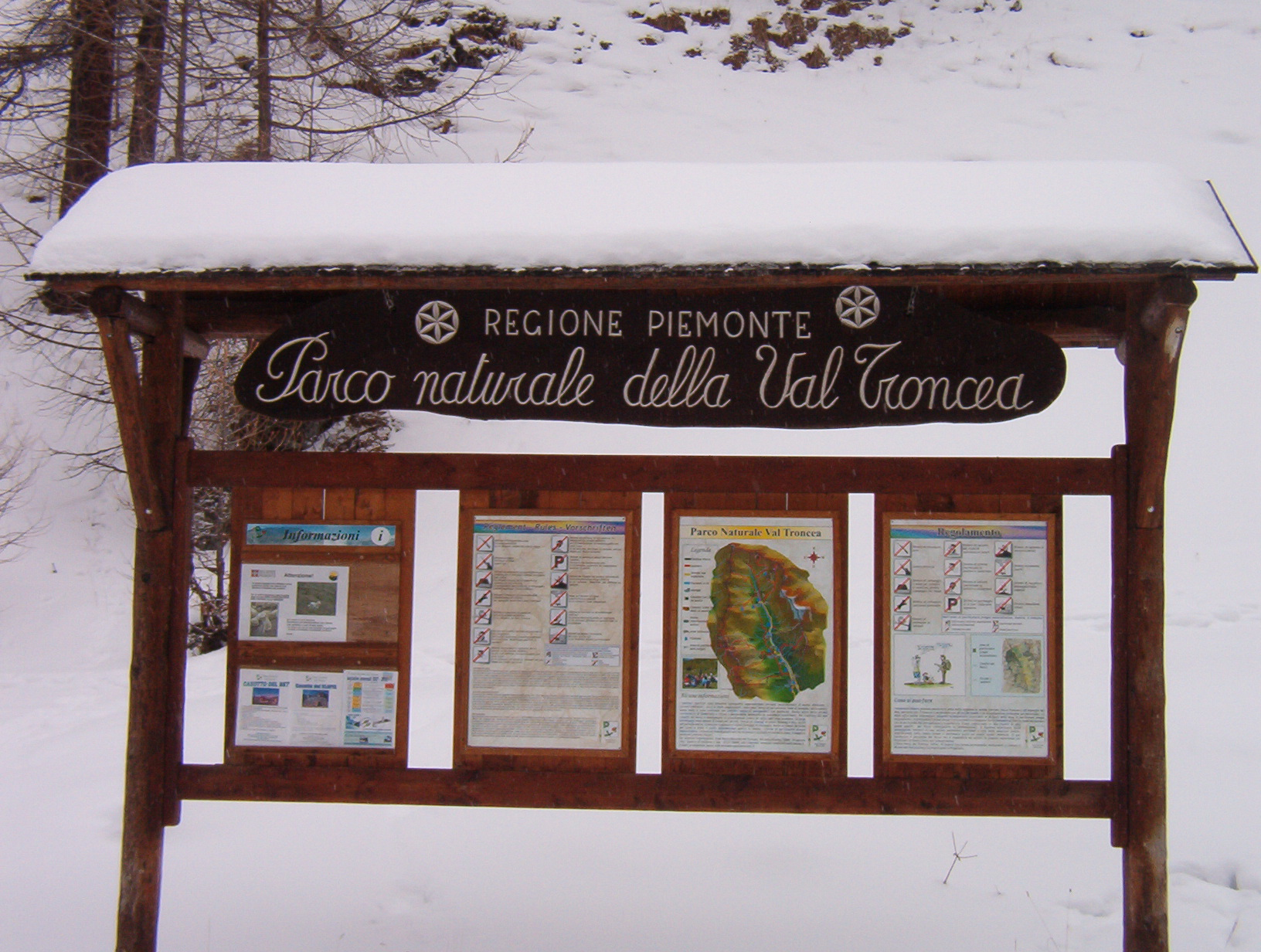
parco naturale della Val Troncea

La valle ospita il grande complesso del forte di Fenestrelle, un insieme di edifici militari indipendenti collegati fra loro e costruiti lungo la dorsale del monte Pinaia che domina l'abitato di Fenestrelle. Da alcuni è considerata, per la sua forma, l'equivalente armato italiano, sia pure in piccolo, della muraglia cinese. Come la muraglia cinese aveva scopi difensivi. Sia i piemontesi che i francesi che nel corso della storia si alternarono nel suo possesso edificarono nuovi edifici per difendere i propri domini da eventuali eserciti che avessero tentato d'invaderli attraverso la valle.
In realtà non venne mai assediata, ma attraverso i secoli fu epicentro di alcune schermaglie, le ultime avvenute nel 1944 fra partigiani e militari tedeschi coadiuvati da unità della Guardia Nazionale Repubblicana. Nei vari secoli fu caserma e magazzino dell'esercito e in alcuni periodi un bagno penale, una prigione di stato ed una prigione comune. Sia sotto i Savoia, che sotto Napoleone I ed infine sotto il fascismo.
Un altro luogo di interesse è Pracatinat, località che ospitava i sanatori intitolati a Edoardo Agnelli e alla sorella Tina Nasi. Abbandonato l'uso sanatorio, i due edifici furono dismessi e per alcuni decenni restarono privi di utilizzo. Negli anni ottanta furono riconvertiti in luogo di soggiorno, e per tre decenni furono sede del laboratorio di educazione ambientale e della sostenibilità. Oggi un padiglione è diventato un albergo.
Un percorso particolarmente panoramico è la strada dell'Assietta che con circa trenta chilometri di percorso sterrato e ad una quota quasi interamente al di sopra dei 2000 m è la più alta strada militare d'Europa. Essa congiunge il Pian dell'Alpe con Sestriere attraverso le montagne che si trovano alla sinistra orografica della valle.
Caratteristici in diversi paesi della valle sono i dipinti murali. Essi sono presenti ad Usseaux ed a Roure. In altri centri abitati sono caratteristiche le meridiane.
I siti di arrampicata numerosi in valle tra i quali il più rinomato il Vallone di Bourcet a Roure.
Dal punto di vista naturalistico, è d'interesse la Selva di Chambons.

### Parchi naturali
La valle vede la presenza dei seguenti Parchi naturali:
- parco naturale della Val Troncea
- parco naturale del Gran Bosco di Salbertrand
- parco naturale Orsiera-Rocciavrè

## Turismo
La presenza di località turistiche come Sestriere e Pragelato fanno della valle un luogo di elezione del turismo invernale. È percorsa dalla SS 23.
Nel febbraio 2006 Pinerolo, Pragelato e Sestriere hanno ospitato diverse gare della XX edizione dei Giochi olimpici invernali.
Numerose fiere e mercati animano la val Chisone. Tra le altre, la fiera del Plaisentif ruota attorno alla commercializzazione del cosiddetto "formaggio delle viole". Ogni terza domenica di settembre, i produttori consorziati delle alte valli Chisone e Susa scendono a Perosa Argentina per vendere questo formaggio prodotto dal latte della prima fienagione (maggio-giugno).

### Rifugi alpini e bivacchi

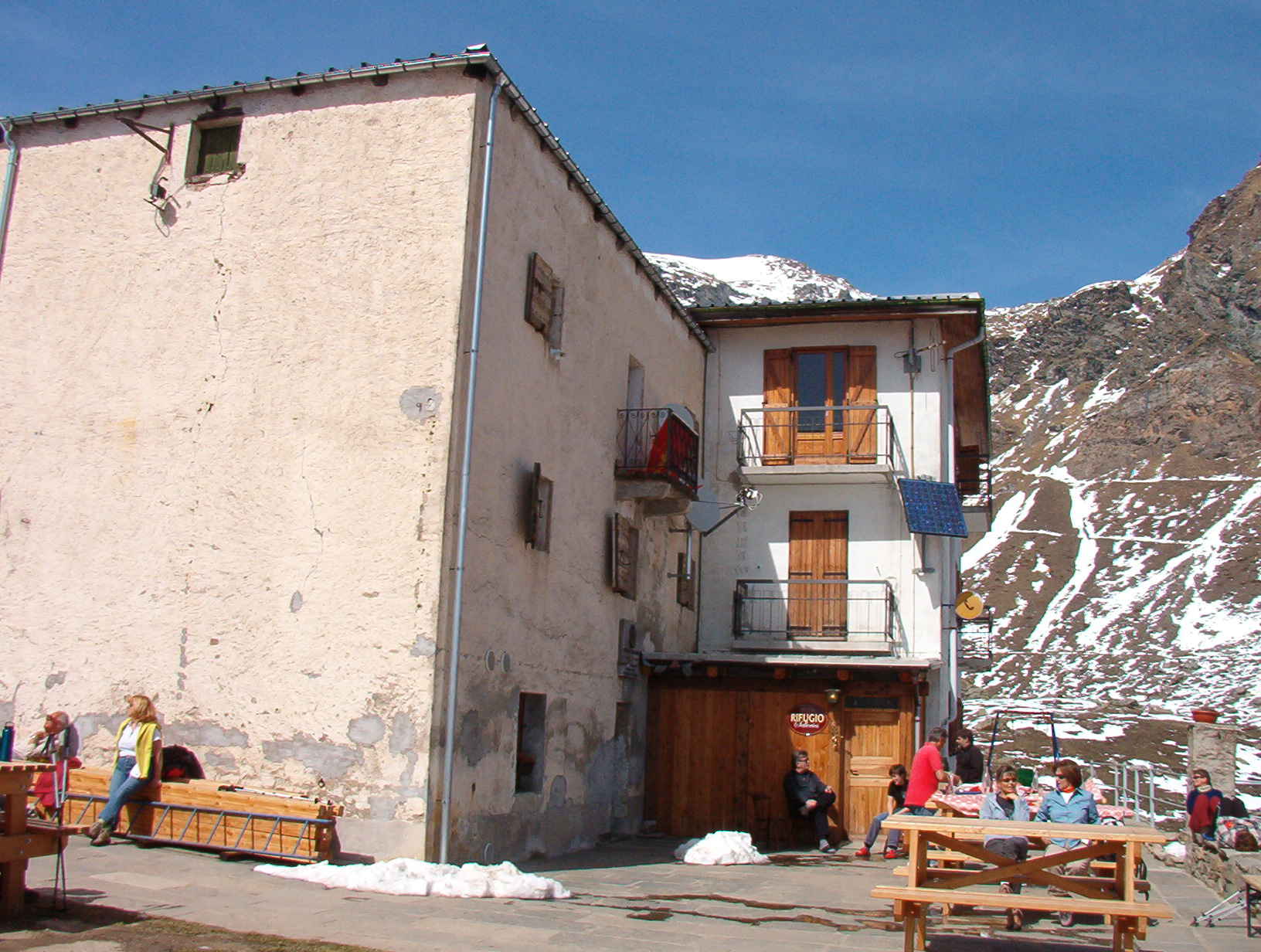
Rifugio Selleries

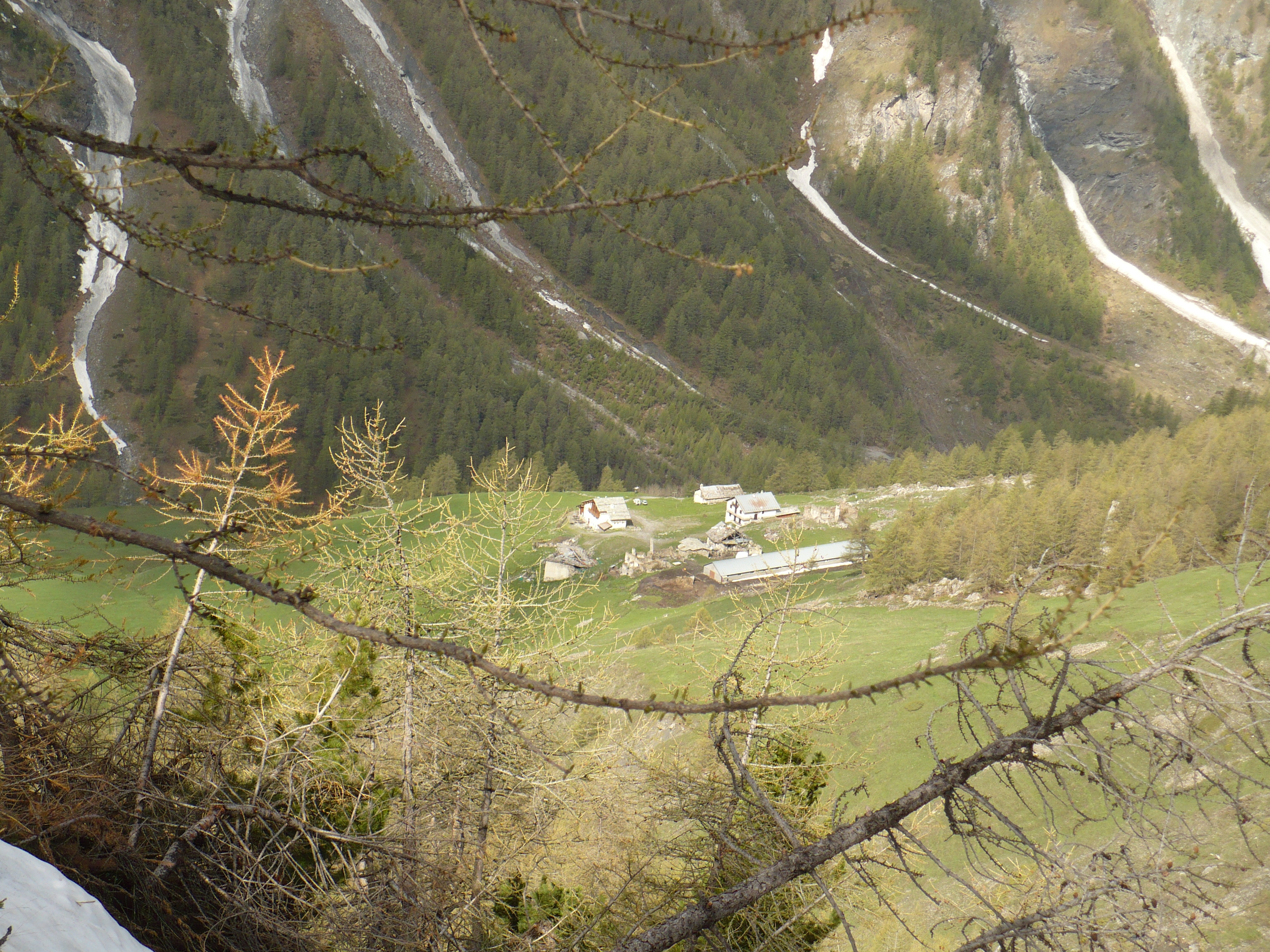
Rifugio Troncea

Per favorire la conoscenza della valle e l'escursionismo vi sono alcuni rifugi alpini:
- Rifugio Selleries - 2.030 m (Roure)
- Rifugio Serafin Charrier di Bourcet - 1.594 m (Roure)
- Rifugio Troncea - 1.915 m (Pragelato)
- Rifugio Assietta - 2.527 m (Pragelato)
- Rifugio Mulino di Laval (Pragelato)
- Bivacco Monte Robinet - Cappella Madonna degli Angeli - 2.681 m. (Roure, Coazze)
- Bivacco Lago Laus - 2.274 m (Roure)
- Bivacco del Jouglard - 2.031 m (Roure)
- Bivacco Colle del Beth (Pragelato, Massello)
- Bivacco Colle Clapis (Pragelato, Sauze di Cesana)
- Bivacco Alpe Bocciarda (Perosa Argentina)

### Prodotti tipici
Alcuni dei piatti tipici della valle sono:
- Zuppa valdese (detta Souppo Barbetto): minestra particolarmente semplice
- Cagliette: a base di patate e cipolle
- Glôre di patate: piatto a base di patate cotto al forno
- Pilot: impasto di patate fritto[11]
- Gofri

Alcuni dei prodotti tipici sono:
- Plaisentif - formaggio tipico
- Ramie: vino D.O.C. del Pinerolese, prodotto nelle ripide pendici montane di Pomaretto e Perosa Argentina con uve Avanà, Avarengo e Neretto

entrambi inseriti nel Paniere dei prodotti tipici della Provincia di Torino.

## Ciclismo

Carlo Durando e Luigi Ganna al passo del Sestriere, Giro d'Italia 1914

Le strade della Val Chisone hanno visto spesso transitare le corse ciclistiche del Giro d’Italia e del Tour de France.

### Giro d'Italia
La valle fu percorsa per la prima volta nella terza edizione del 1911 durante la 5ª tappa Mondovì – Torino di 302 km con il passaggio al Colle del Sestriere (prima volta del Giro oltre i 2000 m di altitudine), il vincitore fu Lucien Mazan, detto Petit-Breton.
Nella sesta edizione del 1914 si corse la prima tappa da Milano a Cuneo di ben 420 km, in quella che per molti è la tappa più dura della storia del Giro. Si transitò al Colle del Sestriere salendo dalla Val di Susa e scendendo dalla Val Chisone. La partenza fu 8 minuti dopo mezzanotte. Al Colle del Sestriere scollinò per primo Angelo Gremo, a piedi, spingendo la bici a mano e fendendo una fitta nevicata. Gremo, dopo 120 km di fuga solitaria, fu primo a Cuneo, pedalando per oltre 17 ore, con 13’54" su Carlo Durando e Alfonso Calzolari, 44’20" su Costante Girardengo e Luigi Ganna, 54"17 su Enrico Sala.
Nel 1949 è stata lo scenario del tratto finale della tappa Cuneo – Pinerolo di 254 km con il passaggio su cinque colli (Maddalena, Vars, Izoard, Monginevro, Sestriere). La tappa è diventata leggendaria per la fuga solitaria di 192 km di Fausto Coppi, giunto al traguardo con 11’52” di vantaggio su Gino Bartali e 19’14” su Alfredo Martini.
La tappa è stata ripetuta nel Giro d’Italia del 1964 (vincitore Franco Bitossi) e nel 1982 (vincitore Giuseppe Saronni).
Nel 1993 è stata la volta della frazione a cronometro in salita Pinerolo – Sestriere, vinta da Miguel Indurain.
Nel 2005 il Giro affrontò per la prima volta il Colle delle Finestre durante la tappa partita da Savigliano salendo dal versante della Val di Susa e percorrendo poi la Val Chisone fino all’arrivo al Sestriere (vincitore José Rujano).
Nell’edizione del centenario del Giro del 2009 si corse la tappa Cuneo – Pinerolo, che avrebbe dovuto ripercorrere il percorso storico. Tuttavia per via di problemi di una frana in territorio francese nella discesa dal Colle della Maddalena, fu necessaria una modifica del tracciato facendo saltare il lungo sconfinamento in Francia e prevedere il passaggio sui colli del Moncenisio, del Sestriere e (per la prima volta) di Pra Martino, con lo scollinamento a San Maurizio e l'attraversamento del centro storico di Pinerolo (vincitore Denis Men'šov, dopo squalifica di Di Luca e Pellizzotti).
Il percorso dal Colle delle Finestre al Sestriere fu ripetuto nel 2011 con la tappa Verbania – Sestriere (vincitore Vasil' Kiryenka), nel 2015 con la tappa Saint Vincent – Sestrieres (quando il Finestre era Cima Coppi del Giro, vincitore Fabio Aru), nel 2018 con la tappa Venaria Reale – Bardonecchia (vincitore Chris Froome) e nel 2025 nella penultima tappa Verrès - Sestriere, con il colle delle Finestre Cima Coppi (vincitore Chris Harper).
Nell’edizione del 2020, che si è corsa eccezionalmente ad ottobre a causa dell’epidemia di coronavirus anziché come tradizione a cavallo fra maggio e giugno, la valle è stata percorsa dalla penultima tappa Asti-Sestriere, con salita da Pinerolo e circuito finale Sestriere – Cesana – Sestriere ripetuto due volte (vincitore Tao Geoghegan Hart).

### Tour de France
Il percorso del Tour de France ha attraversato la valle transitando per il Colle del Sestriere e Pinerolo nel 1956 con la tappa Gap – Torino (vincitore Nino Defilippis) e nel 1966 con la tappa Briancon-Torino (vincitore Franco Bitossi).
Nel 2011 si corse la tappa Gap-Pinerolo, con il passaggio sul Colle del Sestriere e sul Colle di Pra Martino (vincitore Edvald Boasson Hagen).
Il 2 luglio 2024 si è corsa la 4ª tappa del Tour 2024 da Pinerolo a Valloire, con passaggio sul Colle del Sestriere. La tappa è stata vinta da Tadej Pogacar

## Sport – squadre di serie A

### Bocce
La S.B. La Perosina (con sede a Perosa Argentina) milita nel massimo campionato della specialità Volo, organizzato dalla F.I.B. Federazione Italiana Bocce.
Ha vinto tre Campionati Italiani di serie A maschile a squadre (2007, 2017, 2019), oltre ad altri titoli italiani delle singole discipline.
A novembre 2024 vince la sua prima Coppa d'Europa di Club nella Final Four giocatasi a Porec in Croazia.

### Hockey su prato
L’Hockey Prato Valchisone A.S.D. (con sede a Villar Perosa), società nata nel 2006, milita nelle serie A1 Maschile ed A2 Femminile.
Nel suo palmares annovera diversi titoli nazionali nei campionati giovanili maschili e femminili.